# Dadiani

Familiewapen

Dadiani is een oud-adellijk, later soeverein prinselijk geslacht uit Georgië.

## Geschiedenis
De familie Dadiani is een sinds de 12e eeuw in Mingrelië gevestigd oud-adellijk geslacht, dat regeerde over het vorstendom Mingrelië. Volgens overlevering zou de naam van het geslacht eerst Dades zijn in de grieks-romeinse tijd, in de 4e eeuw. De eerst bekende naamdrager zou Ioanne Dadiani zijn die genoemd wordt in 985 en gevangene van de Perzen was. In de 12e eeuw ontving Vardan Dadiani de titel van Eristavi (hertog) en was kamerheer van koningin Tamara van Georgië. In volgende eeuwen waren ze soevereine prinsen van Mingrelië, de laatste zijnde Nicolaas I prins Dadiani, prins van Migrelsky (1846-1903). In 1865 werd voor alle leden van het geslacht de titel van prins erkend, in 1867 voor Nicolaas I de titel van prins van Migrelsky met het predicaat doorluchtige hoogheid met overgang bij eerstgeboorte. Nakomelingen leven in Parijs en in de USA.